# 玉山路
玉山路（Yushan Rd.）為臺灣嘉義市東西向的重要道路之一。東以博愛路二段為界，銜接信義路；西至嘉義縣市界（水上機場基地圍籬旁）。

## 沿經行政區域
- 西區

## 車道配置
（由東至西）
- 博愛路二段─大利街：雙向各二車道
- 大利街─約1199號處：雙向各二車道，並各設有一機車道（內線禁行機慢車）
- 約1199號處─嘉義縣市界：雙向共用單一車道

## 沿線設施
（由東至西）

### 嘉義市公車
| 路線編號        | 行先                               | 收費方式   | 乘車站名                                       |
| --------------- | ---------------------------------- | ---------- | ---------------------------------------------- |
| 中山幹線        | 嘉義榮民醫院－嘉義大學校園內       | 一段票收費 | 玉山郵局、金山路口                             |
| 中山幹線A       | 二二八國家紀念公園－嘉義大學校園內 | 一段票收費 | 玉山郵局、金山路口、劉厝玉山路口、玉山大吉街口 |
| 光林我嘉線      | 港坪運動公園－蘭潭                 | 一段票收費 | 玉山郵局、金山路口                             |
| 趣淘3路（藍線） | 奉天宮－東洋新村                   | 一段票收費 | 玉山郵局、金山路口                             |

### 其他
- 中華郵政嘉義玉山郵局（页面存档备份，存于） （中興路672號）
- 再耕園（玉康路160號）
- 嘉義市議會玉山會館（577號）